# فهرست کتاب‌ها درباره نیشابور

## این صفحه شامل فهرستی از کتاب‌ها و نوشتارهای مربوط بهنیشابوراست.
| ردیف | موضوع | نام کتاب                                                                                 | نویسنده                                        | مترجم                       | زبان  | شهر محل چاپ(جدید)  | سال نوشتن/چاپ       | انتشارات                                            | نگاره | |
| ---- | --- | ---------------------------------------------------------------------------------------- | ---------------------------------------------- | --------------------------- | ----- | ------------------ | ------------------- | --------------------------------------------------- | ----- | --- |
| ۱    | تاریخ | تاریخ نیسابور                                                                            | الحاکم نیشابوری                                | محمد بن حسین خلیفه نیشابوری | عربی  | تهران .قاهره.بیروت | سده چهارم هجری قمری | .../نشر آگاه با تصحیح محمد رضا شفیعی کدکنی          |       | |
| ۲    | تاریخ | السیاق لتاریخ نیسابور                                                                    | عبدالغافر فارسی                                |                             | عربی  | قاهره.بیروت        | سده پنجم هجری       |                                                     |       | |
| ۳    | تاریخ | تاریخ نیشابور                                                                            | ابوالقاسم کعبی بلخی                            |                             | عربی  | در دسترس نیست      | سده چهارم هجری      |                                                     |       | |
| ۴    | بررسی تاریخی                                                                                                 | الحرکة العلمیة فی نیسابور:من القرن الثالث الهجری إلی القرن الخامس الهجری                 | وهیبی أدیل سلیمان محمود                        |                             | عربی  | قاهره              | ۲۰۰۳ میلادی         | مؤسسة حمادة للدراسات الجامعیة والنشر والتوزیع       |       | |
| ۵    | بررسی تاریخی                                                                                                 | الحیاة الثقافیة والعلمیة فی نیسابور منذ بدایة القرن الثالث حتی اوائل القرن الخامس الهجری | عبدالناصر ابراهیم عبدالحکم                     |                             | عربی  | قاهره              | ۲۰۰۲ میلادی         | جامعة القاهرة                                       |       | |
| ۶    | بررسی تاریخی-ادبی                                                                                            | الشعر العربی فی نیسابور فی القرنین: الرابع والخامس الهجریین                              | احمد بسیونی علی شعبان                          |                             | عربی  | قاهره              | ۲۰۰۷ میلادی         | کلیة اللغة العربیة - بنین ( القاهرة )،              |       | |
| ۷    | بررسی تاریخی                                                                                                 | مدینة نیسابور                                                                            | ظفار قحطان عبد الستار الحدیثی                  |                             | عربی  | بغداد              | ۲۰۰۳ میلادی         | دار الکتب والوثائق العراقیة                         |       | |
| ۸    | بررسی تاریخی                                                                                                 | عروبة العلماء المنسوبین إلی البلاد الأعجمیة فی خراسان                                    | ناجی معروف                                     |                             | عربی  | بغداد              | ۱۹۷۷ میلادی         | وزارة الاعلام، الجمهوریة العراقیة،                  |       | |
| ۹    | بررسی تاریخی                                                                                                 | مدارس قبل النظامیة                                                                       | ناجی معروف                                     |                             | عربی  | بغداد              | ۱۹۷۳م میلادی        | وزارة الاعلام، الجمهوریة العراقیة                   |       | |
| ۱۰   | | نظامیة نیسابور                                                                           | محمد حسن عبد الکریم العمادی                    |                             | عربی  | دوحه               | ۲۰۰۳ میلادی         | مجلة مرکز الوثائق والدراسات الإنسانیة، جامعة القطر  |       | |
| ۱۱   | | نیشابور شهر فیروزه                                                                       | فریدون گرایلی                                  |                             | فارسی | نیشابور.تهران.مشهد | ۱۹۷۹ میلادی         | خاروان                                              |       | |
| ۱۲   | سرگذشت حدود ششصد نفر از مشاهیر نیشابور اسفراین / سبزوار/ قوچان / کاشمر/ تربت حیدریه / تربت جام / فاف / باخزر | مشاهیر نیشابور شهر قلمدان‌های مرصع                                                        | فریدون گرایلی                                  |                             | فارسی | نیشابور            | ۱۳۷۷شمسی            | سعیدی منش                                           |       | |
| ۱۳   | باستان شناسی                                                                                                 | کاوش‌های نیشابور و سفالگری ایران در سده پنجم و ششم هجری                                   | سیف الله کامبخش فرد                            |                             | فارسی | تهران              | ۱۹۷۰                | وزارت فرهنگ و هنر                                   |       | |
| ۱۴   | باستان شناسی                                                                                                 | گنجینه سکه‌های نیشابور، مکشوفه در شهر ری                                                  | عبدالله قوچانی                                 |                             | فارسی | تهران              | ۲۰۰۴ میلادی         | سازمان میراث فرهنگی و گردشگری، پژوهشکده زبان و گویش |       | |
| ۱۵   | شرح احوال و آثار فضل بن شاذان                                                                                | از یمن تا نیشابور                                                                        | محمد پروانه                                    |                             | فارسی | تهران، نیشابور     | ۱۳۸۴شمسی            | لوح محفوظ                                           |       | |
| ۱۶   | تاریخ | تاریخ نیشابور                                                                            | سید علی موید ثابتی                             |                             | فارسی | تهران              | ۱۳۵۵شمسی            | انجمن آثار ملی                                      |       | |
| ۱۷   | تاریخ -ادبی                                                                                                  | داستان‌ها و حکایت‌هایی از نیشابور                                                          | محمدرضا سوقندی                                 |                             | فارسی | مشهد               | ۱۳۸۰شمسی            | سخن گستر                                            |       | |
| ۱۸   | زندگی و شعر محمدرضا شفیعی کدکنی                                                                              | در جستجوی نیشابور                                                                        | مجتبی بشردوست                                  |                             | فارسی | تهران              | ۱۳۷۹ شمسی           | ثالث : یوشیج                                        |       | |
| ۱۹   | | درآمدی بر جغرافیا و تاریخ نیشابور                                                        | علی طاهری                                      |                             | فارسی | نیشابور            | ۱۳۸۴ شمسی           | ابرشهر                                              |       | |
| ۲۰   | شعر-مجموعه شعر۵۰-۱۳۴۷                                                                                        | درکوچه باغ‌های نیشابور                                                                    | محمد رضا شفیعی کدکنی                           |                             | فارسی | تهران              | ۱۳۸۴ شمسی           | توس                                                 |       | |
| ۲۱   | دوبیتی‌های محلی نیشابوری به انضمام فرهنگواره تصویری                                                           | دیل و دیلبر                                                                              | عباسعلی حشمتی                                  |                             | فارسی | نیشابور            | ۱۳۸۶ شمسی           | شهر فیروزه و نوای غزل                               |       | |
| ۲۲   | گردشگری در نیشابور                                                                                           | راهنمای گردشگری نیشابور                                                                  | علی طاهری                                      |                             | فارسی | نیشابور            | ۱۳۸۷ شمسی           | ابر شهر                                             |       | |
| ۲۳   | شعر | زیر آسمان نیشابور                                                                        | محمد پروانه                                    |                             | فارسی | نیشابور            | ۱۳۶۹ شمسی           | اداره فرهنگ و ارشاد اسلامی                          |       | |
| ۲۴   | جستار پژوهشی حدیث سلسلةالذهب                                                                                 | سرمهٔ چشم نیشابور                                                                         | محمد پروانه                                    |                             | فارسی | مشهد               | ۱۳۶۹ شمسی           | سنبله                                               |       | |
| ۲۵   | گزارش روستاهای نیشابور در سال ۱۲۹۶ قمری                                                                      | کتابچه نیشابور                                                                           | حسین بن عبدالکریم درودی ; به کوشش رسول جعفریان |                             | فارسی | مشهد               | ۱۳۸۲ شمسی           | بنیاد پژوهشهای اسلامی                               |       | |
| ۲۶   | تاریخ | نیشابور طاهری مرکز ثقل خراسان                                                            | عبدالمهدی یادگاری                              |                             | فارسی | تهران              | ۱۳۸۷ شمسی           | ژرف                                                 |       | |
| ۲۷   | جغرافیای طبیعی / انسانی / اقتصادی و گردشگری نیشابور                                                          | نیشابور و استراتژی توسعه                                                                 | عباسعلی مدیح                                   |                             | فارسی | مشهد               | ۱۳۸۵ شمسی           | شهر فیروزه                                          |       | |
| ۲۸   | جغرافیای طبیعی / انسانی / اقتصادی و گردشگری نیشابور                                                          | نیشابور و محاکمه حکیم عمر خیام                                                           | فریدون گرایلی                                  |                             | فارسی | مشهد               | ۱۳۷۹ شمسی           | جلوه اندیشه                                         |       | |
| ۲۹   | اهم مسایل چهل سال تاریخ معاصر نیشابور                                                                        | یادنامه محقق نیشابوری                                                                    | جواد محقق نیشابوری                             |                             | فارسی | مشهد               | ۱۳۸۷ شمسی           | واژک                                                |       | |
| ۳۰   | ق‍س‍م‍ت‍ی از دی‍دگ‍اه‍ه‍ای ش‍خ‍ص‍ی‍ت‍ه‍ای ای‍ران و ج‍ه‍ان درب‍اره ن‍ی‍ش‍اب‍ور                                                                            | آف‍ت‍اب ص‍ب‍ح ن‍ی‍ش‍اب‍ور م‍ی‌خ‍وان‍د م‍را                                                                        | ب‍ه‌اه‍ت‍م‍ام ح‍س‍ی‍ن ع‍اب‍دی؛ ن‍گ‍ارش ح‍س‍ن ن‍ظری‍ان                         |                             | فارسی | نیشابور.تهران      | ۱۳۷۴ شمسی           | ن‍ش‍ر ش‍ی‍ده. وزارت ف‍ره‍ن‍گ و ارش‍اد اس‍لام‍ی، م‍ع‍اون‍ت ام‍ور ف‍ره‍ن‍گ‍ی              |       | |
| ۳۱   | ش‍ام‍ل آث‍ار ب‍اس‍ت‍ان‍ی ت‍اری‍خ‍ی ج‍ام و ن‍ی‍ش‍اب‍ور و س‍ب‍زوار                                                                               | آث‍ار ب‍اس‍ت‍ان‍ی خ‍راس‍ان                                                                             | ع‍ب‍دال‍ح‍م‍ی‍د م‍ول‍وی                                        |                             | فارسی | تهران              |                     |                                                     |       | |
| 32   | یادمانها | قدمگاههای امام رضا (ع) در نیشابور، دهسرخ و مشهد                                          | رضا نقدی                                       |                             | فارسی | مشهد               | 1392شمسی            | بنیاد پژوهشهای اسلامی                               |       | نیشابور در عصر ترکان هادی بکائیان مشهد 1391 نشر مرندیز نیشابور برخی ساختمان های اوایل اسلام و تزیینات آنها چارلز کرل ویلکینسون ترجمه هادی بکائیان مشهد نشر مرندیز 1390 نیشابور فلزکاری اوایل دوره اسلامی جرج آلن ترجمه هادی بکائیان مشهد نشر مرندیز 1392 اعیان نیشابور ریچارد بولیت ترجمه هادی بکائیان مشهد نشر مرندیز 1396 |

## نوشتارهای برخط
| ردیف | موضوع                   | نام نوشته                                  | نویسنده/ناشر                     | پیوند بارگذاری | زبان    |
| ---- | ----------------------- | ------------------------------------------ | -------------------------------- | -------------- | ------- |
| ۱    | باستان شناسی در نیشابور | سکه‌های نیشابور                             | موزه متروپولیتن                  |                | انگلیسی |
| ۲    | سفالگری در نیشابور      | کوره‌های نیشابور                            | موزه متروپولیتن                  |                | انگلیسی |
| ۳    | تصوف در نیشابور         | ساختار جامعه صوفی‌ها در نیشابور قرون وسطایی | -                                |                | انگلیسی |
| ۴    | تاریخ نیشابور           | نیشابور اولیه                              | موزه متروپولیتن-چارلز ویلکینسوتن |                | انگلیسی |
| ۵    | فرهنگ در نیشابور        | آداب و رسوم و فرهنگ مردم روستاهای نیشابور  | روزنامه اطلاعات                  |                | فارسی   |
| ۶    | دینار نیشابوری          | The Story of a Gold Dinar from Nishapur    | ریچارد روسنهافت                  |                | انگلیسی |

### کتاب های منتشر شدهموزه متروپولیتنبا محوریت نیشابور در دوره اولیه صدر اسلام (با دسترسی رایگان و برخط)
- Nishapur: Glass of the Early Islamic Period by Jens Kroger, Jens Kröger (1995)
- Nishapur: Some Early Islamic Buildings and Their Decoration By Charles Kyrle Wilkinson (1987)
- Nishapur: Metalwork of the Early Islamic Period by James W. Allan (1982)
- Nishapur: Pottery of the Early Islamic Period by Charles Kyrle Wilkinson (1973)

### سایر
- تصاویر و اطلاعات مربوط به کشفیات موزه متروپولیتن در نیشابور
- مدخل دانشنامه ایرانیکا: NISHAPUR i. Historical Geography and History to the Beginning of the 20th Century
- میتوانید به وب سایت موزه بریتانیا، موزه متروپولیتن، و دیگر موزه ها برای مشاهده و دریافت اطلاعات و تصاویر بیشتر نیز مراجعه کنید.